# Philip Stanhope, 2:e earl av Chesterfield
Philip Stanhope, 2:e earl av Chesterfield, född 1634, död den 28 januari 1714, var en engelsk aristokrat, sonson till Philip Stanhope, 1:e earl av Chesterfield, far till Philip Stanhope, 3:e earl av Chesterfield, farfar till Philip Stanhope, 4:e earl av Chesterfield.
Chesterfield ärvde titeln vid sin farfars död 1656. Hans första äktenskap ingicks med lady Anne Percy, dotter till earlen av Northumberland. Efter hennes död var det meningen att han skulle gifta sig med Mary Faifax, dotter till lord Fairfax. Trots att det hade lyst två gånger för dem övergav hon honom till förmån för hertigen av Buckingham. Chesterfield äktade då Elizabeth Butler, dotter till hertigen av Ormonde. 
Chesterfield hade, enligt Samuel Pepys, vid sidan av en affär med  Barbara Villiers, och hustrun tröstade sig med sin kusin överste James Hamilton, far till sin namne James Hamilton, 6:e earl av Abercorn och med hertigen av York. Chesterfield betvivlade därför att han var far till dottern  Elizabeth (1663-1723) (stammoder till Elizabeth Bowes-Lyon) och misstänkte hertigen. 
Efter modern Elizabeths död 1665 gifte han sig för tredje gången med lady Elizabeth Dormer, som födde honom två söner, däribland Philip Stanhope, 3:e earl av Chesterfield. 
Chesterfield blev medlem av Privy Council 1681 och av Royal Society i november 1708.